# Окава, Сюмэй
Сюмэй Окава (яп. 大川 周明 О:кава Сю:мэй, 6 декабря 1886, Саката — 24 декабря 1957, Токио) — японский философ

, журналист, политик правого толка.

## Биография
Родился в городе Саката в префектуре Ямагата. В 1911 году окончил философский факультет Токийского университета, специализировался в области классической китайской и индийской философии и религии.
В 1910-е годы участвовал в работе ряда националистических обществ. В 1918 году вместе с молодыми радикалами Икки Китой и Мотоюки Такабатакэ создал Общество старых борцов (Росокай) — дискуссионный клуб, призванный объединить как «правых», так и «левых» радикалов националистической ориентации. В 1920 году на его основе создано Общество сомневающихся (Юдзонся), пропагандирующее экспансию в Китай. Был связан с индийскими революционерами.
С 1918 года занимал руководящие посты на Южно-Маньчжурской железной дороге: с 1919 член Совета директоров, заместитель директора, с 1923 председатель правления. С 1931 года генеральный директор Исследовательского института экономики Восточной Азии.
Занимался журналистской и литературной деятельностью, ездил по стране с лекционными турами.
Был одним из организаторов нереализовавшихся мартовского и октябрьского заговоров 1931 года, вдохновитель мятежа 15 мая 1932 года, когда был убит премьер Инукаи. В 1934 году предстал перед судом (за закрытыми дверями) по обвинению в причастности к инциденту 15 мая 1932 года, но был признан виновным лишь в том, что его идеи и сочинения побудили мятежников к преступным действиям, приговорён к краткосрочному тюремному заключению и освобождён в конце 1935 года.
Во время Второй мировой войны занимался пропагандой в Японии.

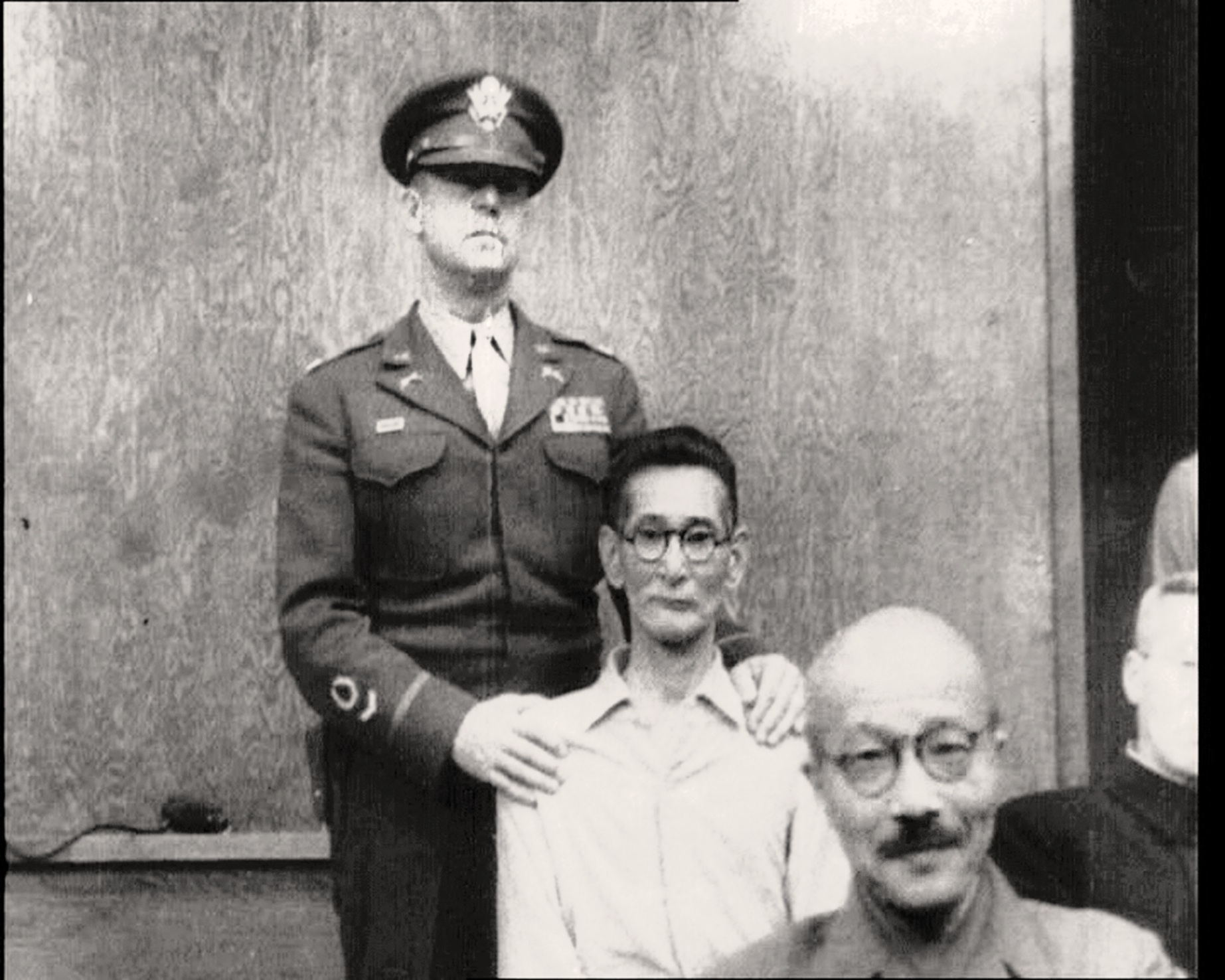
Окава на суде. Он только что ударил Тодзио (сидящего впереди) по лысине, и его удерживает охранник.

После окончания войны 2 декабря 1945 года был арестован и привлечён к суду Международного военного трибунала для Дальнего Востока как обвиняемый в военных преступлениях класса А. Во время суда начал проявлять признаки психического нездоровья. Согласно заключению судебно-медицинской экспертизы, у Окавы был выявлен психоз, развившийся в результате сифилитического менингоэнцефалита, мания величия и маниакальное состояние. Был признан невменяемым и исключён из числа подсудимых Токийского трибунала решением от 9 апреля 1947 года. После чего Окава был переведён в тюрьму американского военного госпиталя, затем находился в клинике Токийского университета и больнице Мацудзава до своей выписки в начале 1949 года.
В 1950 году опубликовал первый японский перевод Корана. Это, однако, не был прямой перевод с арабского (Окава использовал китайский, английский, немецкий и др. переводы) и сейчас он считается устаревшим. Умер в Токио в 1957 году.

## Избранные сочинения
- Различные вопросы о возрождении Азии (復興亜細亜の諸問題), 1922
- Исследование японской души (日本精神研究), 1924
- Исследование создания акционерных колонизационных компаний (特許植民会社制度研究), 1927
- Учебник японской истории (国史読本), 1931
- 2600 лет японской истории (日本二千六百年史), 1939
- Хроника американско-британской агрессии в восточной Азии. (米英東亜侵略史), 1941
- Введение в Ислам (回教概論), 1942
- Коран (Японский перевод), 1950